# Кыймыл
Кыймыл (кирг. Кыймыл) — село в Узгенском районе Ошской области Кыргызстана. Входит в состав Терт-Кельского айылного аймака.

## География
Село расположено в северной части области, на правом берегу реки Яссы, на расстоянии приблизительно 4 километров (по прямой) к северо-западу от города Узгена, административного центра района. Абсолютная высота — 918 метров над уровнем моря.

## Население
Согласно оценочным данным Национального статистического комитета Кыргызской Республики, численность населения села на начало 2023 года составляла 693 человека.
| год     | 2009 | 2014 | 2015 | 2020 | 2021 | 2023 |
| ------- | ---- | ---- | ---- | ---- | ---- | ---- |
| человек | 468  | 475  | 504  | 632  | 664  | 693  |